# Ligne de Pompey à Nomeny
La ligne de Pompey à Nomeny est une ancienne ligne de chemin de fer française à écartement standard et à voie unique non électrifiée.

## Histoire
Bien qu'issue de réflexions débutée dès 1864, avant la guerre franco-prussienne, la ligne de Pompey à Nomeny, ayant pour objectif de desservir la petite ville de Nomeny ne fut déclarée d'utilité publique que le 26 mars 1879, au titre de l'intérêt général, en « compensation » au reclassement au titre de l'intérêt général d'anciennes lignes d'intérêt local construites aux frais du département, par exemple entre Mirecourt et Nancy ou entre Nancy et Château-Salins.
Le département de Meurthe-et-Moselle, l'envisageant d'intérêt local, a reçu nombre de propositions, en provenance de la société lorraine des chemins de fer, de M. Baraban ou de M. Parent-Pécher ; toutefois, sur les conseils des ingénieurs des Ponts-et-Chaussées, aucune de ces propositions n'est jugée économiquement viable, et c'est l'État qui, en fin de compte, est contraint de construire la ligne, puis d'en confier provisoirement l'exploitation à la compagnie de l'Est. La ligne est déclarée d'utilité publique, à titre d'intérêt général, par une loi le 26 mars 1879. Elle est cédée par l'État à la Compagnie des chemins de fer de l'Est par une convention signée entre le ministre des Travaux publics et la compagnie le 11 juin 1883. Cette convention est approuvée par une loi le 20 novembre suivant.
Tracée par la vallée de la Mauchère, la ligne, franchissant la Moselle par le pont de Custines, l'ouvrage d'art le plus important de la ligne, est mise en exploitation de 23 septembre 1882. Rapidement s'ouvrent des embranchements particuliers desservant les industries des villages traversés : tuilerie de Jeandelaincourt, mines de Custines et de Faulx.
Située en zone frontalière, la gare de Nomeny restera définitivement un terminus et subira, dès l'assaut d'août 1914, d'importantes destructions. La desserte voyageurs subsiste jusqu'en 1940, année où fut détruit le pont sur la Moselle. Malgré sa reconstruction, la ligne n'accueillera plus qu'un trafic marchandises, qui disparaît en 1980. La ligne, officiellement fermée en janvier 1982, est en partie déclassée le 10 novembre 2003 (PK 12.332 à 22.058) , sauf de Nomeny à Leyr (emprise foncière réservée pour la création d'un éventuel « barreau Metz – Nancy »), et est entièrement déposée en mai 1985.